# Мајевички фронт
Мајевичка кампања или мајевички фронт је била једна од главних кампања током рата у Босни и Херцеговини од 1992. дo 1995. године са интензивним и непрестаним сукобима. Ситуација је остала 50/50 на брдима и околним подручијима све до почетка Дејтонског мировног споразума. Срби и Бошњаци су хтели да контролишу планину Мајевицу, јер је поседовала репетиторе од виталног значаја за комуникацију, телевизију, телефонске везе и радио чворове. Одржавање дела планине представљало је велику предност за обе стране, јер су Бошњаци и Срби могли да поразом угрозе своје територије у северозападној Босни и Херцеговини.

## Позадина
Пошто се Југословенска народна армија повлачила из Хрватске након прихватања и почетка примене Венсовог плана, њених 55.000 официра и војника рођених у Босни и Херцеговини је било пребачено у нову српску војску, која је касније преименована у Војскy Републике Српске (ВРС). Ова реорганизација уследила је након проглашења Српске Републике Босне и Херцеговине 9. јануара 1992., уочи референдума од 29. фебруара до 1. марта 1992. референдум о независности Босне и Херцеговине, 1992. Ову декларацију ће Срби касније наводити као повод за рат.  Сукоби су почели почетком 1992. године, када дошло је до тензија између Срба и Бошњака на подручју Мајевице и Семберије. Инцидент колоне Југословенске народне армије у Тузли 1992. кулминирао је крвавим обрачунима на Мајевици од 1992. па све до краја рата.

## Ток операција

### 1992.
До сукоба између српских и бошњачких снага дошло је 1992. године, са великом офанзивом коју је покренула АРБиХ у септембру исте године.
Офанзива на Теочак и Прибој 1992.
Септембра 1992. АРБиХ ће кренути у офанзиву на Теочак и Прибој, одбрамбену линију српских снага чинила је Гарда Пантери.
У истом периоду офанзиве, АРБиХ је извршила нападе на села на Мајевици, да би на крају продрла на путеве Тузла-Бијељина. 1. командант Гарде Пантери, Бранко Пантелић погинуо је 11. септембра у борби против АРБиХ. Војска Републике Српске је потом покренула контраофанзиву и вратила АРБиХ на своје почетне положаје и успут заузела села Прибој, Пељеве, Бријест, Подгора.

### 1993.
Битка на Бањ брду 93
Напад АРБиХ на Бањ брду била је једна од најкрвавијих битака до тада. Елитне муслиманске јединице из Тузле, Теочака и Живиница, након детаљне припреме, током ноћи 20. и 21. априла 1993. године, ушле су у леђа браниоцима са циљем изненадног напада и стварања услова за тзв. АРБиХ је брзо продрла и заузела Бањ брдо и Столице, два важна узвишења на Мајевици. Око шест сати ујутру почиње општи напад када муслиманске снаге долазе до Бањ брда. Пола сата после напада на Бањ брдо, на српску страну долазе у борбу многи борци 2. Мајевичке бригаде који су били на одмору и јединице „Мајевички лавови“, извиђачка чета „Кобре“, војна полиција и други. После 22 сата борбе, српска војска потпуно ослобађа брдо Бањ и шири подручје. Да је тог Ускрса било крваве борбе, говоре и подаци о 28 погинулих и 24 рањена српска борца, муслиманска страна је имала 61 погинулог и 78 рањених.

### 1994.
Године 1994. АРБиХ је напала стратешки радио торањ на планини Мајевици, такође покушавајући да потисне Србе како не би могли да гранатирају град Тузлу. Напад се састојао од више група и корпуса. Срби су распоредили многе јединице у контранапад на босанске снаге. АРБиХ је заузела село Сапна, тада бранећи источне и северне положаје где је била распоређена 1. мајевичка бригада. Остале јединице биле су стациониране око радио столице. АРБиХ је имала 8.000 војника, у поређењу са отприлике 7.000 српских војника.
Српска Војска повремено је гранатирала падине Мајевице, и то мањим интензитетом. Али АРБиХ је почела да повећава своје снаге у региону због немогућности да пробије фронт.
Напад на Столице
У априлу су бошњачке снаге напале српску војску. Дана 11. маја, 2. корпус АРБиХ је изводио поновљене нападе на планини Мајевици и на Бањ брду. Интензивне борбе водила је 206. Мешићева бригада. Војска Републике Српске гранатирала је бошњачке градове и села и започела противнапад. Бошњачке снаге гранатирале су релеј Столице, привремено прекидајући српске комуникације и телевизију, али нису успеле да заузму радио торањ. Офанзива је заустављена да би се привремено прегруписале и појачале трупе. Бошњачки напад је настављен 27. маја нападом на њихове претходне циљеве, у међувремену су српске јединице извршиле контранапад и потиснуле бошњачке снаге неколико километара јужније.
Прекид ватре у јуну довео је до тога да су Срби успели да остваре потпуну контролу на планини Мајевици.
Битка за Лисачу
АРБиХ је у новембру кренула у офанзиву на ВРС, са циљем да заузме радио торањ. АРБиХ је кренула у напад у новембру, пре тога неки муслимански војници су се убацивали иза српских линија да тестирају где су Срби најслабији. АРБиХ је напала села; Мала Јелица, Лисача и Сенокос. Лисача није била у потпуности опкољена па је АРБиХ чекала опкољене припаднике ВРС. Муслимани и Срби су преговарали 11. маја, Веско Митровић (командујући војницима ВРС) је наредио да ће повући своје снаге са Мале Јелице, АРБиХ је тражила да се ВРС повуче са Колијевке и Мале Јелице. Веско је изјавио да ће о томе разговарати са својим претпостављенима, али је српски контранапад већ био у току. Хеликоптери су послати да опкољеним војницима ВРС дају храну, али јака ватра из АРБиХ ограничила број довежених залиха. Изведено је више напада ВРС на енклаву АРБиХ, главни напад ВРС је зауставила АРБиХ. Војска Републике Српске је покренула низ других напада, али сви су пропали.
Срби су изгубили једног команданта Бошка Перића, убијеног у покушају евакуације опкољених војника. Још један српски командант је рањен. Иако је главни циљ освајања торња за АРБиХ пропао, успели су освојити неколико километара терена.

### 1995.
Борбе на Мајевици 1995. биле су још жешће од претходних 1994. и 1993. године, у којима је било доста офанзива и контранапада са једне и друге стране.
Операција Мајевица 95
АРБиХ покреће велику офанзиву за заузимање репетиторских торњева. АРБиХ је претрпела огромне губитке и била је присиљена да се повуче због неповољних временских услова. Почетком муслиманске офанзиве на Влашић, почињу и офанзиве на Мајевицу. Циљ обе офанзиве, АРБиХ преузима репетиторе на планинским ланцима Влашић и Мајевица.
АРБиХ је покренула офанзиву 23. марта, потиснула је Србе и заузела кулу репетитора, обе стране су претрпеле велике губитке борећи се за репетиторске куле. Босански Срби су два дана снажно гранатирали положаје, што је на крају навело Радована Караџића да нареди контраофанзиву на муслиманске положаје. Гарда Пантери и друге јединице пробиле су енклаву положаја АРБиХ и поставиле коридор који је водио до репетиторских торњева. Одбрана АРБиХ је пала, због временских услова и жестоких борби. Јединица АРБиХ која је напала репетиторски торањ пребацила је своје нападе на села у близини Лукавца, али АРБиХ није успела освојити значајније положаје. Муслимани су поново покушали да заузми репетиторску кулу, али нису успели у томе. Срби су потом кренули у контранапад и поново заузели кулу репетитора од муслиманске војске.
Репетитор су оборили НАТО авиони 30. августа 1995. године, што говори о потпуно неправедној борби и сарадњи НАТО-а против Војске Републике Српске. Тамо где муслиманска армија није заузела, НАТО је рушио репетиторе (Козара, Озрен, Мајевица), а оне које су заузели, ти су поштеђени рушења (Влашић).

## Последице

### Инфраструктурна штета
На Мајевици су се водиле интензивне борбе и сукоби, који су исходовали инфраструктурним и еколошким оштећењима. привредна ситуација у овој области се такође доста погоршала. Након Дејтонског споразума, градоначелници у близини Мајевице планирали су да изврше економске и инфраструктурне реформе, као и да подстакну туризам.